# Malicorne-sur-Sarthe
Malicorne-sur-Sarthe là một xã thuộc tỉnh Sarthe trong vùng Pays-de-la-Loire tây bắc nước Pháp. Xã này nằm ở khu vực có độ cao từ 28-70 mét trên mực nước biển.